# Wolfram Wuttke
Wolfram „Wutti“ Wuttke (* 17. November 1961 in Castrop-Rauxel; † 1. März 2015 in Lünen) war ein deutscher Fußballspieler. Als Stürmer und Mittelfeldspieler absolvierte er zwischen 1979 und 1993 insgesamt 299 Spiele in der Bundesliga und erzielte 66 Tore. Zudem spielte er Anfang der 1990er Jahre für Espanyol Barcelona in Spanien.
Seine erfolgreichste Zeit in Deutschland hatte Wuttke 1985 bis 1989 als Spielmacher beim 1. FC Kaiserslautern, bei dem er durch seine Schüsse und Pässe mit dem Außenrist bekannt wurde. Seinen größten sportlichen Erfolg hatte er bei den Olympischen Spielen 1988 in Seoul, als er mit der deutschen Mannschaft die Bronzemedaille gewann. Dafür wurden er und die deutsche Mannschaft mit dem Silbernen Lorbeerblatt ausgezeichnet.

## Leben

### Karriere als Spieler
Wuttke begann das Fußballspielen in seinem Heimatort bei der SG Castrop-Rauxel. Als 15-Jähriger wechselte er in die Jugendabteilung von Schalke 04. 1978 gewann er mit der B-Jugendmannschaft den deutschen Meistertitel und kam am 29. September 1979 beim Pokalspiel gegen den KSV Baunatal zu seinem Debüt in der Profimannschaft. Am 6. Oktober des Jahres debütierte er beim 3:0-Heimsieg im Parkstadion über Werder Bremen auch in der Bundesliga für die Knappen. Bereits zwei Wochen später erzielte er in seinem zweiten Bundesligaspiel sein erstes Erstligator. In der Folge kam das Nachwuchstalent an der Seite von Routiniers wie Rolf Rüssmann, Klaus Fischer und Ulrich Bittcher unregelmäßig zum Einsatz. 1980 sah man sich jedoch beim Verein genötigt, Wuttke aus finanziellen Gründen abzugeben.
Im Dezember 1980 wechselte Wuttke zum Ligakonkurrenten Borussia Mönchengladbach. Hier gelang dem Angreifer der endgültige Durchbruch, und in der Spielzeit 1981/82 etablierte er sich unter Trainer Jupp Heynckes als Stammspieler bei der Borussia. Im Dezember 1982 kehrte er jedoch nach Gelsenkirchen zurück, da der wiederaufgestiegene FC Schalke 04 sich von ihm Unterstützung im Kampf um den Klassenerhalt erhoffte. Zwar gelangen ihm in 16 Spielen sieben Tore – darunter ein Hattrick beim 5:0-Sieg gegen Arminia Bielefeld am 30. Spieltag – als Drittletzter der Bundesliga musste der Verein jedoch in die Relegation gegen Bayer Uerdingen. Nach einer 1:3-Niederlage in Uerdingen und einem 1:1 im Rückspiel musste Schalke 04 erneut absteigen.
Zur Spielzeit 1983/84 wurde Wuttke von Manager Günter Netzer zum Hamburger SV geholt. Beim amtierenden Meister spielte er an der Seite von Dieter Schatzschneider, Jürgen Milewski und Allan Hansen im Sturm. Da die Mannschaft 1983 den Europapokal der Landesmeister gewonnen hatte, kam er am 11. Dezember 1983 im Spiel um den Weltpokal in Tokio gegen den brasilianischen Klub Grêmio Porto Alegre zum Einsatz. Das Spiel endete mit einer 1:2-Niederlage nach Verlängerung. Später geriet Wuttke öfters mit Trainer Ernst Happel aneinander, so wurde er in der Saison 1984/85 sogar in die DFB-Nachwuchsrunde strafversetzt. Im September 1985 wurde er schließlich vom Spielbetrieb suspendiert.
Unter dem jungen Trainer Hannes Bongartz kam er ab November 1985 beim 1. FC Kaiserslautern zum Einsatz, an den er zunächst ausgeliehen wurde. Dieser setzte ihn nicht als Sturmspitze ein, sondern ließ ihn als Antreiber im Mittelfeld agieren. Durch gute Leistungen machte Wuttke auch Franz Beckenbauer, den Teamchef der DFB-Elf, auf sich aufmerksam. Beim ersten Länderspiel nach der Weltmeisterschaft 1986 im September gegen Dänemark gehörte er zwar zum Kader, kam aber nicht zum Einsatz. Beim folgenden Länderspiel gegen Spanien kam er schließlich doch zu Länderspielehren. Beim 2:2-Unentschieden am 15. Oktober 1986 wurde er in der Halbzeitpause für seinen ehemaligen HSV-Kollegen Wolfgang Rolff eingewechselt. Bis 1988 kam er jedoch nur auf vier Einsätze im Nationaltrikot – das deutsche Mittelfeld war mit Spielern wie Lothar Matthäus, Olaf Thon oder Wolfgang Rolff gut besetzt. Immerhin gelang ihm beim 3:1-Erfolg gegen England ein Länderspieltor. Quasi als Ersatz für die mangelnde Berücksichtigung in der Nationalelf wurde er für den Kader bei den Olympischen Spielen 1988 nominiert. Mit der Olympiamannschaft holte er an der Seite von Karl-Heinz Riedle, Frank Mill und Jürgen Klinsmann unter Trainer Hannes Löhr die Bronzemedaille. Diesen Medaillengewinn bezeichnete er als den größten Erfolg seiner Laufbahn.
Nachdem Wuttke auch mit Bongartz teilweise Kontroversen hatte, wenngleich er ihn später als den Trainer bezeichnete, dem er meisten zu verdanken habe, steigerten sich die Streitigkeiten noch einmal mit Bongartz’ Nachfolger Sepp Stabel (ab November 1987 im Amt). Dennoch bot er auch in Stabels Amtszeit vielfach gute Leistungen und wurde im Winter 1988/89 in der kicker-Rangliste, wie schon im Winter 1986/87 und im Sommer 1987, nun allerdings zum letzten Mal, in die internationale Klasse eingestuft. Nach der Saison löste Gerd Roggensack Stabel ab. Die Saison begann für die Mannschaft gut und DFB-Teamchef Beckenbauer lud Wuttke nach längerer Zeit wieder zu einem Lehrgang der Nationalmannschaft ein. Doch es kam wenige Wochen später wieder zu Disziplinlosigkeiten seitens Wuttke. Er war zwei Tage vor dem Spiel gegen den VfB Stuttgart (9. Spieltag) beim Dürkheimer Wurstmarkt, einem Weinfest, gesehen worden. Er wurde nachträglich vereinsintern für zwei Spiele gesperrt. Auch die Fans blickten zunehmend kritisch auf Wuttke. Am 14. Spieltag, der FCK war inzwischen in die untere Tabellenhälfte gerutscht, erhielt er im Spiel gegen den FC St. Pauli (1:1) vom kicker die Note 6 und auch bei seinem nächsten Einsatz zwei Wochen später gegen Borussia Dortmund wurde er für seine Leistung kritisiert. Dabei wurde insbesondere auf seine körperliche Verfassung abgehoben.  Daraufhin verordnete ihm Trainer Roggensack eine Woche Einzeltraining. Nach der Rückkehr ins Mannschaftstraining und einem überzeugenden Testspiel wurden ihm wieder Einsätze in Aussicht gestellt. Den 18. Spieltag verpasste er aber aufgrund einer Verletzung und am folgenden Spieltag verzichtete Roggensack auf Wuttkes Dienste. Am 5. Dezember wurde Wuttke vom Spielbetrieb suspendiert. Als Begründung wurden vom Verein ein unangemessener Lebenswandel und „eine Anhäufung vereinsschädigenden Verhaltens“ genannt.
In der Winterpause, Ende Januar 1990, wechselte Wuttke zu Español Barcelona in die spanische Segunda División, wohin er zunächst ausgeliehen wurde. Mit dem Klub gelang ihm der Aufstieg in die Primera División. Dort erzielte Wuttke in der Saison 1990/91 neun Tore und der Klassenerhalt wurde erreicht. Bei den Espanyol-Fans war er beliebt und erhielt den Beinamen Kleiner König. In der Saison 1991/92 spielte er nur noch elfmal. 1992 kehrte er nach Deutschland zurück, zum Erstliga-Aufsteiger 1. FC Saarbrücken. Unter dem Trainer Peter Neururer kam er in 23 Spielen für den Klub zum Einsatz, ehe er sich am 28. Spieltag einen Schulterbruch zuzog. Die Saison endete mit dem Abstieg in die 2. Bundesliga. Anfang August 1993, kurz nach Saisonbeginn 1993/94, musste er den FCS unter dem neuen Trainer Fritz Fuchs verlassen, weil er sich nicht an Absprachen im Zuge seiner Rehabilitation gehalten haben soll. Nach Vereinsangaben hatte Wuttke zu diesem Zeitpunkt ohnehin keinen gültigen Vertrag. Er beendete anschließend seine Karriere als Sportinvalide.

### Nach der Spielerkarriere
Im Anschluss an seine Profikarriere war Wuttke kurzzeitig Spielertrainer des Landesligisten TuS Haltern. Dieses bis Spätsommer 1995 andauernde Engagement blieb jedoch erfolglos. Im Jahr 2008 war Wuttke für den baden-württembergischen Oberligisten TSV Crailsheim tätig. Nach einem halben Jahr als Sportdirektor ab Januar 2008 war er ab der Saison 2008/09 als Cheftrainer tätig. Am 21. September 2008 wurde er wegen Erfolglosigkeit vom Traineramt entlassen. Die im Sommer völlig neu formierte Mannschaft stand zu diesem Zeitpunkt auf dem siebten Tabellenplatz. Der Crailsheimer Hauptsponsor und Fußballabteilungsleiter, der Schokoladenfabrikant Hermann Opferkuch, hatte als Saisonziel den fünften Rang gefordert. Danach strebte Wuttke eine Tätigkeit im Jugend- oder Amateurfußball an.

### Privates
Im Jahr 2000 erkrankte Wuttke an der bei Männern seltenen Krankheit Brustkrebs, die er jedoch überstand. Seine Frau ließ sich von ihm scheiden; anschließend kam es zur Insolvenz seines im Mai 1994 eröffneten Sportgeschäfts Wolfram Wuttke Sportline. Zuletzt lebte er in Selm. Er bezog laut Bild kurz vor seinem Tod Arbeitslosengeld II. Wuttke fiel im Februar 2015 nach einem Multiorganversagen als Folge einer Leberzirrhose ins Koma und starb am 1. März in einem Krankenhaus in Lünen.
Sein Sohn Benjamin Wuttke ist Profigolfspieler.

## Wahrnehmung in der Öffentlichkeit
Wuttke galt als schwieriger Spieler und hatte mit nahezu jedem seiner Trainer Streit. Bekanntheit erlangten dabei vor allem die Auseinandersetzungen mit Jupp Heynckes, dem er den Spitznamen Osram gab, sowie mit Ernst Happel. Günter Netzer bezeichnete ihn in der ARD als „eines der größten deutschen Fußballtalente aller Zeiten“, jedoch hätten charakterliche Defizite seiner Karriere immer wieder im Weg gestanden.

## Erfolge
- U-21-Vize-Europameister 1982
- Bronze-Medaille Olympische Spiele 1988
- Deutscher Vizemeister 1983/84

## Zitate
Wuttke rief während eines Auswärtsspiels beim FC 08 Homburg nach einer umstrittenen Entscheidung eines Linienrichters diesem zu:

„Du scheißt dir doch vor dir selber in die Hose!“

Als Wuttke vom 1. FC Kaiserslautern abgemahnt wurde, weil er trotz Verletzung auf einem Weinfest gesehen worden war, stritt er dies mit der Begründung ab:

„Ich kann gar nicht auf einem Weinfest gewesen sein, weil ich nämlich Biertrinker bin.“

Als er nach einem Spiel im Trikot des 1. FC Kaiserslautern seinen kleinen Sohn auf dem Arm hielt, sagte er, bezogen auf seinen Trainer Josef Stabel, vor laufender Fernsehkamera:

„Ich habe meinen Sohn nur mitgebracht, damit er mal sieht, mit was für einem dummen Menschen ich zusammenarbeite.“

Wuttke über Ernst Happel, seinen Trainer in Hamburg:

„Für den Alten war ich entweder Zauberer, Wurschtl oder Arsch. Am Ende war ich fast nur noch Arsch!“

In einem Trainingsspiel zum HSV-Manager Günter Netzer:

„Nun spiel mal richtig ab, du Arsch!“

„Gott verrenkte meine Füße. Eine Gabe des Himmels.“

Wuttke über seine Länderspielbilanz:

„Immerhin habe ich vier gute Länderspiele gemacht. Andere haben 50 und davon 49 schlechte.“

Über Berti Vogts’ Analyse „Die Breite an der Spitze wird immer dichter.“ meinte Wuttke:

„Wenn ich breit bin, werde ich auch immer spitz!“

### Datenbanken
- Wolfram Wuttke in der Datenbank von kicker.de
- Wolfram Wuttke in der Datenbank von transfermarkt.de
- Wolfram Wuttke in der Datenbank von RSSSF (englisch)
- Wolfram Wuttke in der Datenbank von National-Football-Teams.com (englisch)
- Wolfram Wuttke in der Datenbank von Olympedia.org (englisch)

### Artikel
- Gereon Detmer: Wolfram Wuttke im Interview: „Ich bin Rotweinliebhaber“. 11 Freunde, 23. Mai 2008
- Andreas Bock: Das verrenkte Genie In: 11 Freunde